# Rangely
Rangely és una població dels Estats Units a l'estat de Colorado. Segons el cens del 2000 tenia 2.096 habitants.

## Demografia
Segons el cens del 2000, Rangely tenia 2.096 habitants, 749 habitatges, i 546 famílies. La densitat de població era de 200,3 habitants per km².
Dels 749 habitatges en un 41,4% hi vivien nens de menys de 18 anys, en un 57,5% hi vivien parelles casades, en un 10,1% dones solteres, i en un 27,1% no eren unitats familiars. En el 23,4% dels habitatges hi vivien persones soles el 6,3% de les quals corresponia a persones de 65 anys o més que vivien soles. El nombre mitjà de persones vivint en cada habitatge era de 2,59 i el nombre mitjà de persones que vivien en cada família era de 3,05.
Per edats la població es repartia de la següent manera: un 28,3% tenia menys de 18 anys, un 14,4% entre 18 i 24, un 29,6% entre 25 i 44, un 20,5% de 45 a 60 i un 7,3% 65 anys o més.
L'edat mediana era de 31 anys. Per cada 100 dones de 18 o més anys hi havia 103,4 homes.
La renda mediana per habitatge era de 41.276 $ i la renda mediana per família de 48.438 $. Els homes tenien una renda mediana de 41.220 $ mentre que les dones 25.242 $. La renda per capita de la població era de 17.668 $. Entorn del 6,3% de les famílies i el 9,8% de la població estaven per davall del llindar de pobresa.

## Poblacions més properes
El següent diagrama mostra les poblacions més properes.